# مگس‌گیر جنگلی بانگایی
مگس‌گیر جنگلی بانگایی (نام علمی: Cyornis pelingensis) گونه‌ای از پرندگان گنجشک‌سان از تیرهٔ مگس‌گیران جهان قدیم (Muscicapidae) است. این گونه بومی پِلِنگ در اندونزی است که زیستگاه طبیعی آن جنگل‌های جلگه‌ای نمناک نیمه‌گرمسیری یا گرمسیری است.